# مروان السعيدي
محمد مروان السعيدي (9 أغسطس 1993 - ) هو لاعب كرة قدم تونسي. يلعب كمدافع في أولمبيك سيدي بوزيد الذي ينافس في الرابطة التونسية المحترفة الأولى.

## وصلات خارجية
- مروان السعيدي على موقع إي إس بي إن إف سي (الإنجليزية)
- مروان السعيدي على موقع Soccerway.com (الإنجليزية)